# Canton de Saint-Brieuc-1
Le canton de Saint-Brieuc-1 est une circonscription électorale française du département des Côtes-d'Armor.

## Histoire
Un nouveau découpage territorial des Côtes-d'Armor entre en vigueur à l'occasion des élections départementales de mars 2015, défini par le décret du 13 février 2014, en application des lois du 17 mai 2013 (loi organique 2013-402 et loi 2013-403). Les conseillers départementaux sont, à compter de ces élections, élus au scrutin majoritaire binominal mixte. Les électeurs de chaque canton élisent au Conseil départemental, nouvelle appellation du Conseil général, deux membres de sexe différent, qui se présentent en binôme de candidats. Les conseillers départementaux sont élus pour 6 ans au scrutin binominal majoritaire à deux tours, l'accès au second tour nécessitant 12,5 % des inscrits au 1er tour. En outre la totalité des conseillers départementaux est renouvelée. Ce nouveau mode de scrutin nécessite un redécoupage des cantons dont le nombre est divisé par deux avec arrondi à l'unité impaire supérieure si ce nombre n'est pas entier impair, assorti de conditions de seuils minimaux. Dans les Côtes-d'Armor, le nombre de cantons passe ainsi de 52 à 27.
Le canton est entièrement inclus dans l'arrondissement de Saint-Brieuc. Le bureau centralisateur est situé à Saint-Brieuc.

## Représentation
| Période élective | Période élective | Mandat | Mandat   | Identité            | Nuance | Nuance | Qualité |
| ---------------- | ---------------- | ------ | -------- | ------------------- | ------ | ------ | --- |
| 2015             | 2021             | 2015   | 2021     | Gérard Blégean      |        | UDI    | Adjoint au maire de Saint-Brieuc (jusqu'en 2020) 7ème Vice-Président du Conseil départemental (Jeunesse et sport) |
| 2015             | 2021             | 2015   | 2021     | Brigitte Blévin     |        | DVD    | Adjointe au maire de Saint-Brieuc (jusqu'en 2020) |
| 2021             | 2028             | 2021   | en cours | Damien Gaspaillard  |        | EELV   | Conseiller en assurances, conseiller municipal de Saint-Brieuc |
| 2021             | 2028             | 2021   | en cours | Juliana San Geroteo |        | DVG    | Accompagnante des élèves en situation de handicap (AESH) et auxiliaire de vie scolaire (AVS), conseillère municipale de Saint-Brieuc Conseillère déléguée à l'Enseignement supérieur et à la Recherche Membre de Génération.s |

### Résultats détaillés

#### Élections de mars 2015
À l'issue du 1er tour des élections départementales de 2015, deux binômes sont en ballottage : Gérard Blégean et Brigitte Blevin (Union du Centre, 38,83 %) et Hugo Gouysse et Monique Lucas (PS, 27,3 %). Le taux de participation est de 51,18 % (7 561 votants sur 14 772 inscrits) contre 56,24 % au niveau départementalet 50,17 % au niveau national.
Au second tour, Gérard Blégean et Brigitte Blevin (Union du Centre) sont élus avec 54,47 % des suffrages exprimés et un taux de participation de 49,63 % (3 681 voix pour 7 381 votants et 14 873 inscrits).

#### Élections de juin 2021
Le premier tour des élections départementales de 2021 est marqué par un très faible taux de participation (33,26 % au niveau national). Dans le canton de Saint-Brieuc-1, ce taux de participation est de 33,92 % (4 847 votants sur 14 291 inscrits) contre 39,37 % au niveau départemental. À l'issue de ce premier tour, deux binômes sont en ballottage : Damien Gaspaillard et Juliana San Geroteo (Union à gauche, 47,57 %) et Gérard Blegean et Brigitte Blévin (DVC, 39,43 %).
Le second tour des élections est marqué une nouvelle fois par une abstention massive équivalente au premier tour. Les taux de participation sont de 34,3 % au niveau national, 40,31 % dans le département et 34,23 % dans le canton de Saint-Brieuc-1. Damien Gaspaillard et Juliana San Geroteo (Union à gauche) sont élus avec 53,64 % des suffrages exprimés (2 476 voix pour 4 893 votants et 14 293 inscrits),,.

## Composition
| Nom                                  | Code Insee | Intercommunalité                    | Superficie (km2) | Population (dernière pop. légale)                | Densité (hab./km2) | Modifier                                    |
| ------------------------------------ | ---------- | ----------------------------------- | ---------------- | ------------------------------------------------ | ------------------ | ------------------------------------------- |
| Saint-Brieuc (bureau centralisateur) | 22278      | CA Saint-Brieuc Armor Agglomération | 21,88            | Fraction : 22 381 (2022) Commune : 44 607 (2022) | 2 039              | modifier les données · modifier les données |
| Canton de Saint-Brieuc-1             | 2224       |                                     |                  | 22 381 (2022)                                    |                    | modifier les données                        |

Le canton de Saint-Brieuc-1 comprend la partie de la commune de Saint-Brieuc située à l'ouest d'une ligne définie par l'axe des voies et limites suivantes : depuis la limite territoriale de la commune de Plérin, Vieille-Côte-de-Gouët, rue de Gouët, rue des Forges, place Baratoux, rue de l'Abbé-Vallée, rue du Port, rue du Maréchal-Foch, rue Saint-Vincent-de-Paul, rue Saint-Benoît, rond-point de l'avenue des Promenades, allée Jacques-Chaban-Delmas, passage de la Fontaine-aux-Loups, boulevard Sévigné, place du 8-Mai-1945, boulevard Waldeck-Rousseau, rond-point du boulevard Clemenceau, rue de l'Abbé-Garnier, ligne de chemin de fer de Paris-Montparnasse à Brest, rue Paul-Bert, rue Louis-Braille, place Jacquard, rue Louis-Jouvet, rue de la Reine-Astrid, rue Fulgence-Bienvenüe, jusqu'à la limite territoriale de la commune de Ploufragan.

## Démographie
En 2022, le canton comptait 22 381 habitants, en évolution de +1,34 % par rapport à 2016 (Côtes-d'Armor : +1,78 %, France hors Mayotte : +2,11 %).
| 2013   | 2018   | 2022   |
| ------ | ------ | ------ |
| 22 172 | 21 849 | 22 381 |